# Willi Schmidt (Bildhauer)

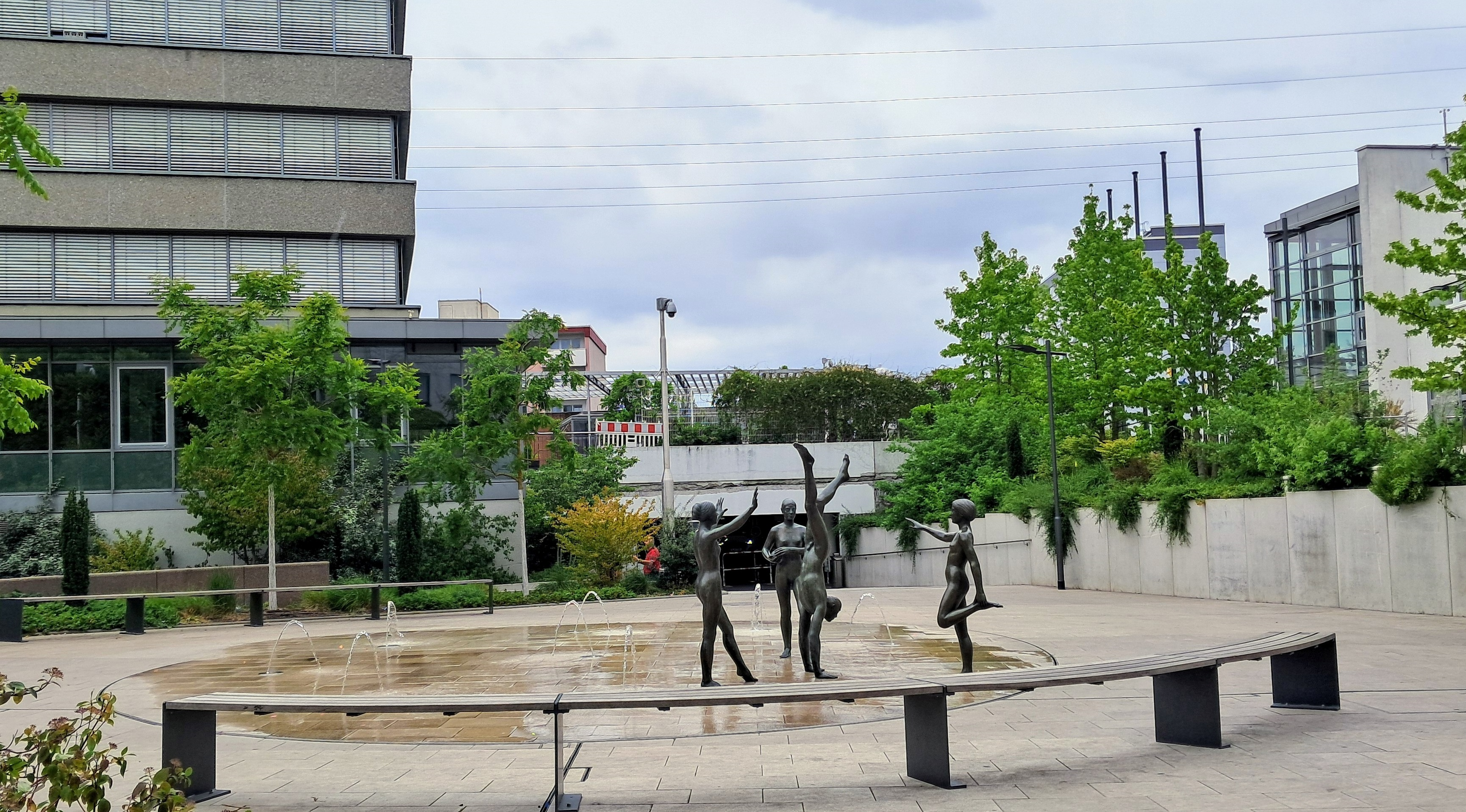
Wasserspiele mit turnenden Kindern (Bronzeguss von Kunstguss Eschenburg, 1992) in Schwalbach am Taunus

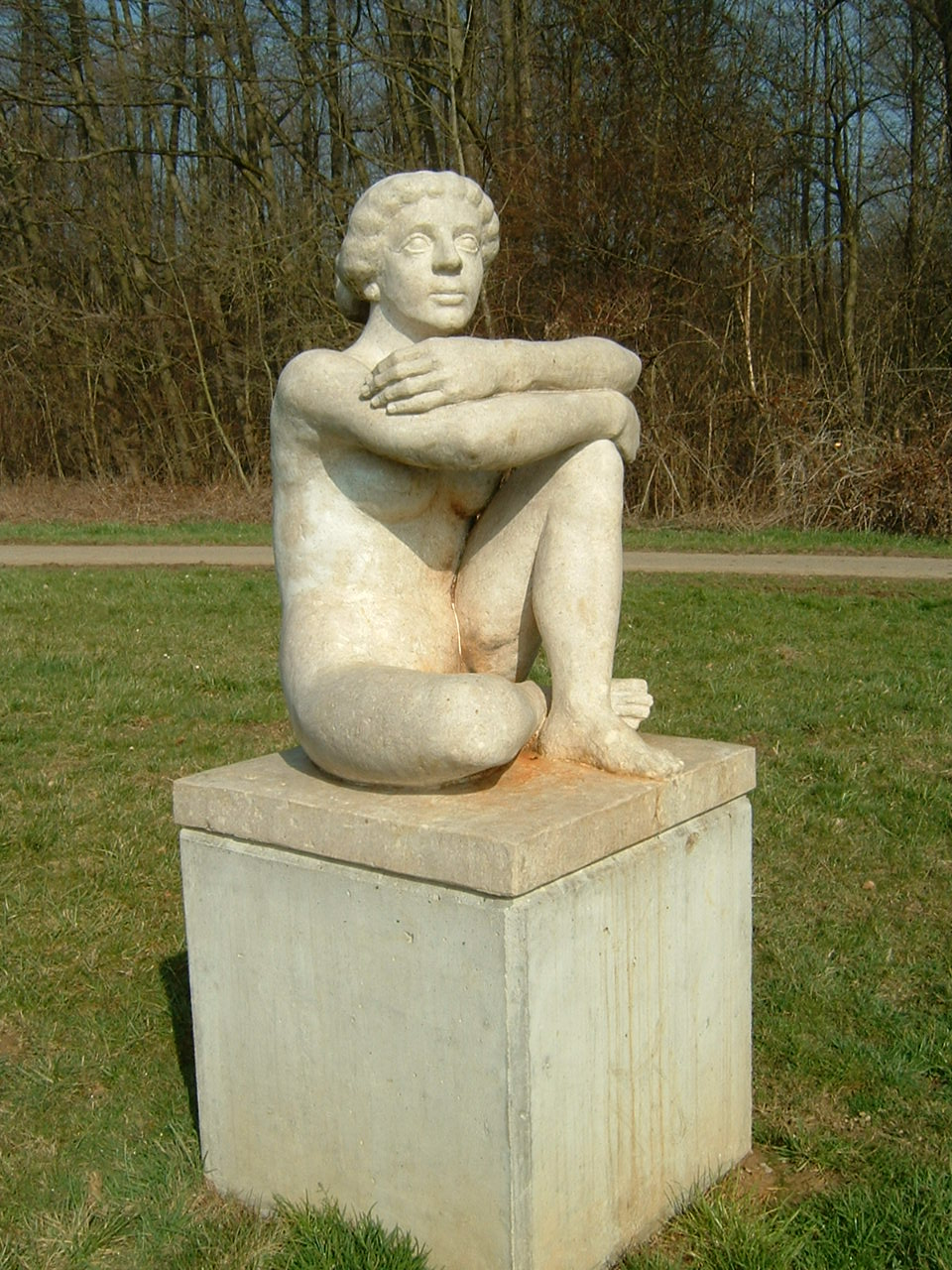
Die Sitzende

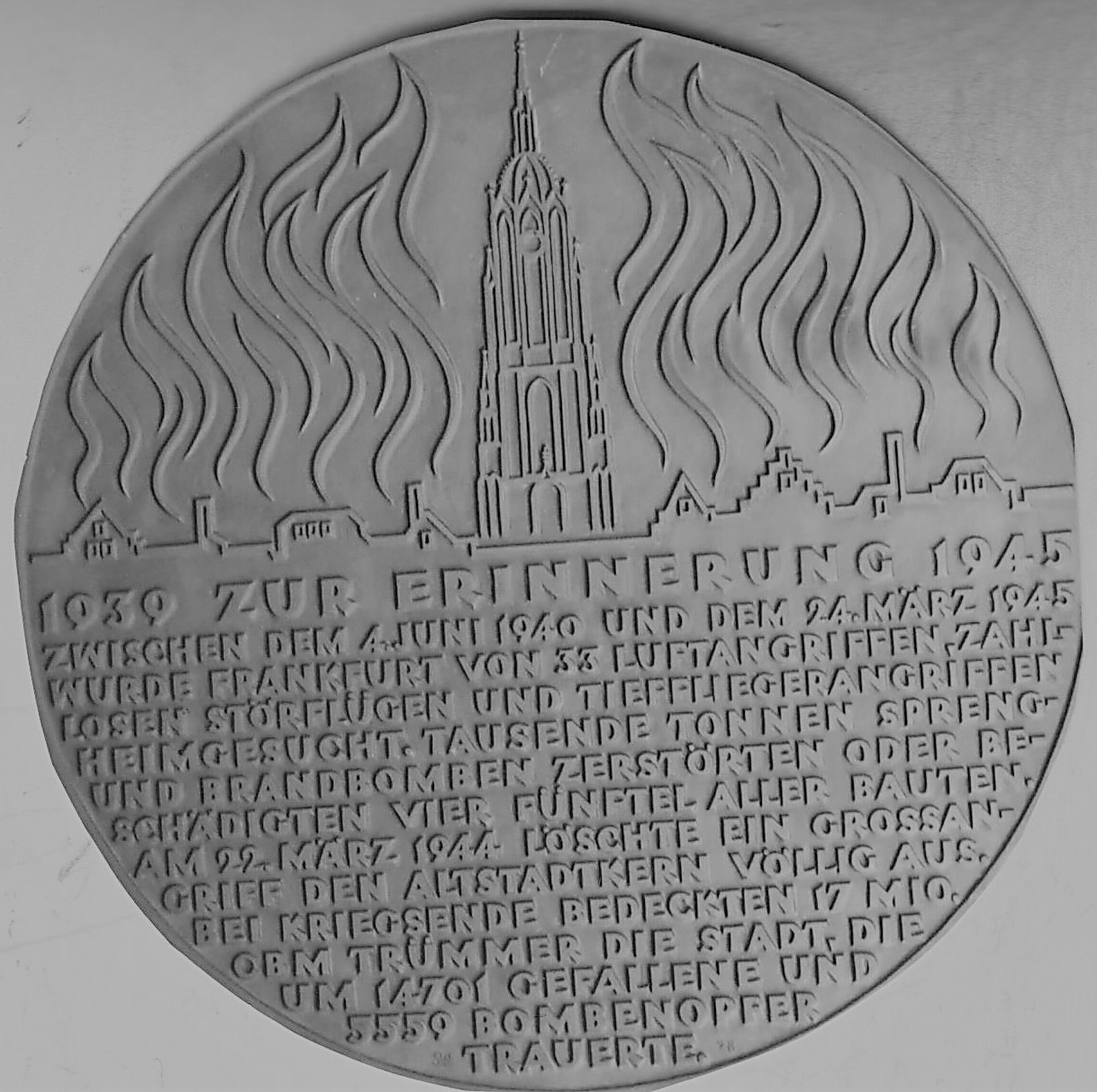
Gedenkplatte (1978) zur Zerstörung Frankfurts im Luftkrieg

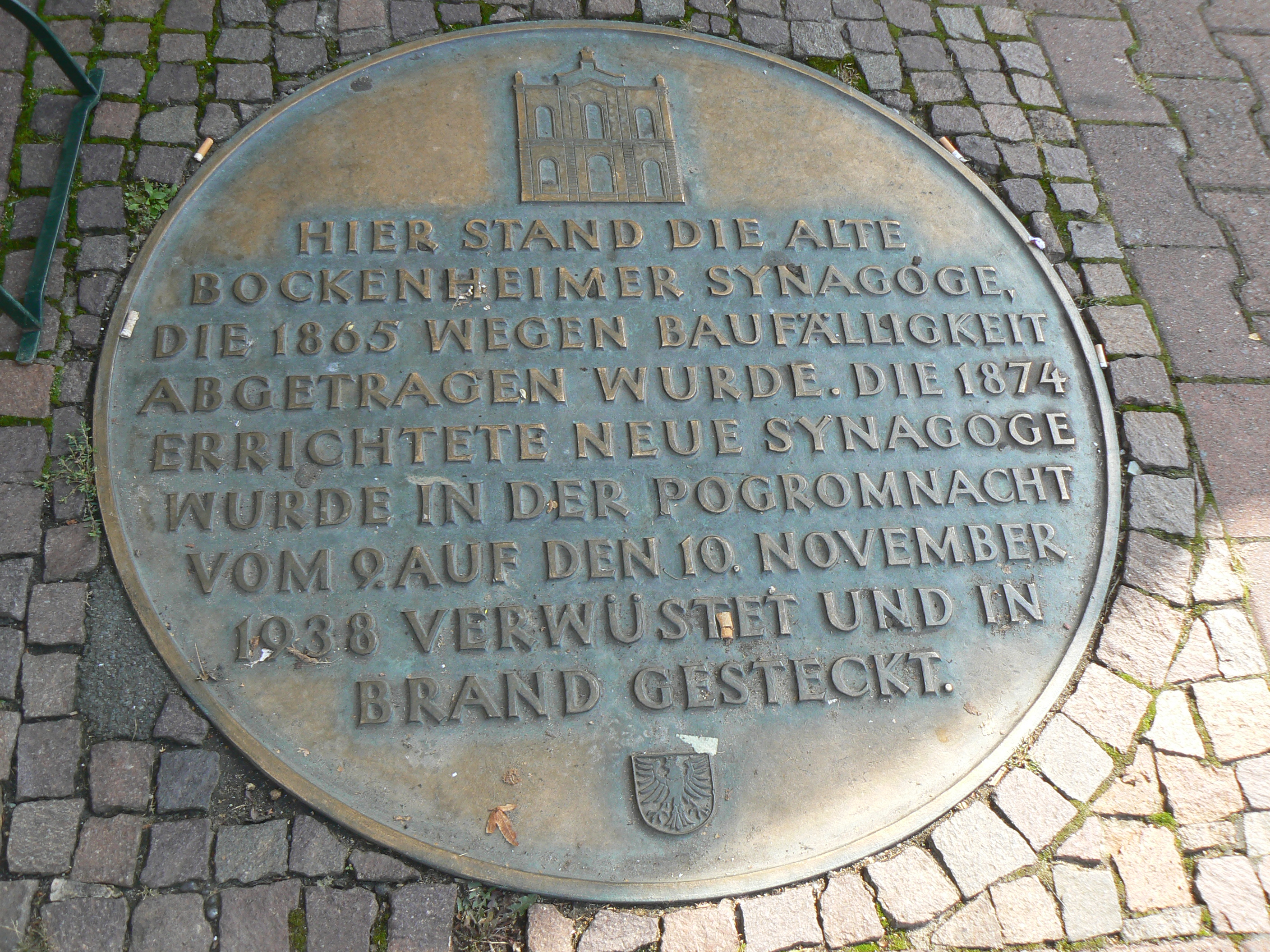
Gedenkplatte an die ehem. Synagoge in Frankfurt-Bockenheim (1988)

Willi Schmidt (* 7. Juni 1924 in Marktleuthen; † 1. Dezember 2011 in Schwalbach am Taunus) war ein deutscher Bildhauer. Er war langjähriger Dozent an der Städelschule in Frankfurt am Main.

## Werdegang
Als Wilhelm Heinrich Schmidt, Sohn des Glasarbeiters Johann Georg Schmidt geboren, begann er mit 14 Jahren eine dreijährige Lehre als Steinmetz, bevor er als 17-Jähriger 1941 zum Kriegsdienst eingezogen wurde und dann bis 1948 in Kriegsgefangenschaft geriet. Danach besuchte er bis 1950 die Meisterschule für Steinbearbeitung (Granitbildhauerfachschule) in Wunsiedel und schloss als Bildhauermeister ab. Bis 1956 war er als Schüler von Hans Mettel an der Hochschule für Bildende Künste in Frankfurt tätig und verdiente seinen Unterhalt unter anderem als Assistent für die Steinmetzausbildung. Seit 1956 war er freier Bildhauer und übernahm Lehrtätigkeiten an der Städelschule, wo er dann auch von 1972 bis 1989 als Dozent in der Ausbildung theoretisch und praktisch tätig war. Schmidt verstarb am 1. Dezember 2011 87-jährig in seinem Wohnort in Schwalbach am Taunus.

## Werke im öffentlichen Raum (Auswahl)

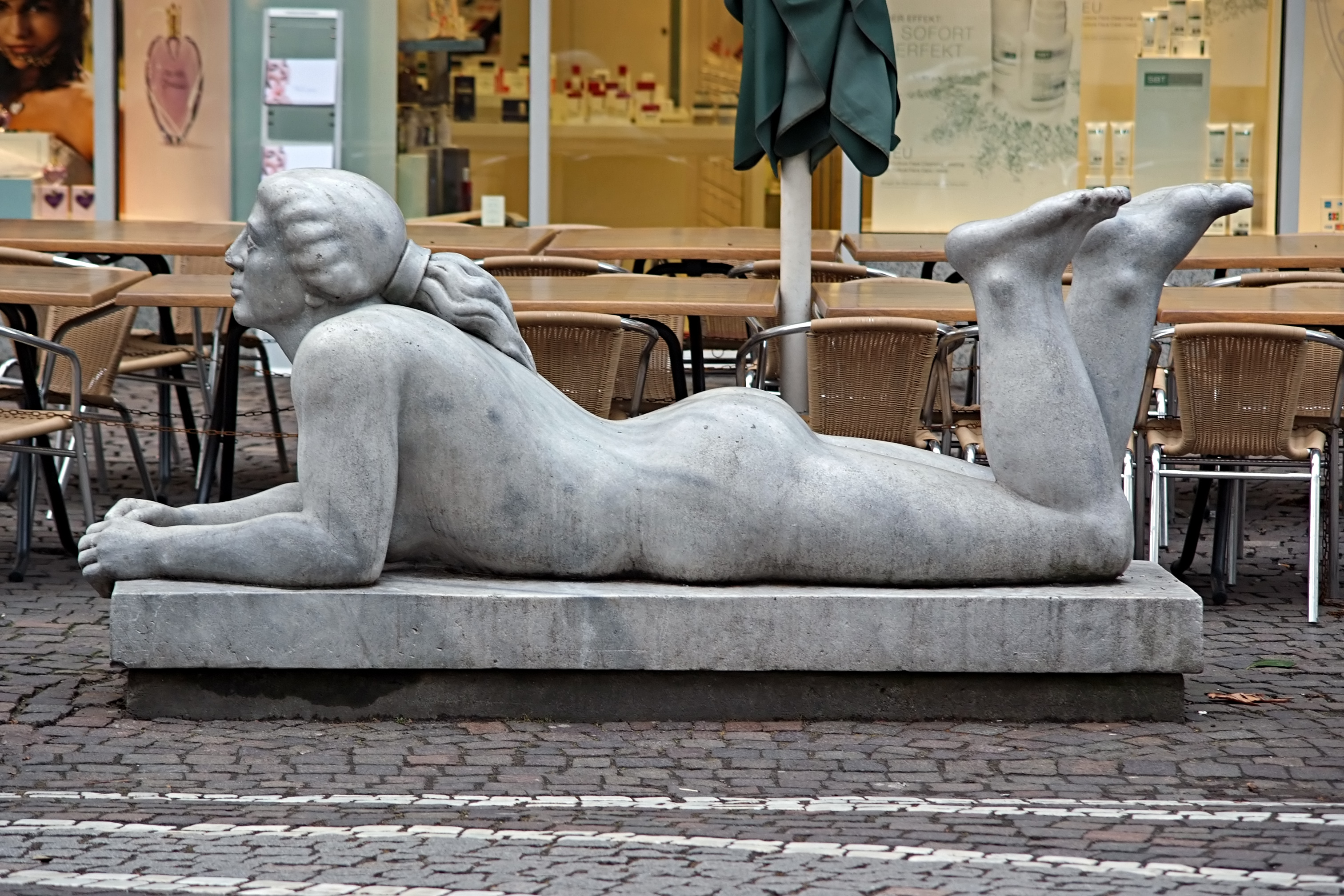
Große Liegende in der Frankfurter Fußgängerzone

- 1976: Große Liegende (im Volksmund auch als Die fett Gret bekannt) in der Freßgass in Frankfurt am Main
- 1978: Runde, bronzene Boden-Gedenkplatte zur Zerstörung Frankfurts im Luftkrieg. Eingelassen in das Kopfsteinpflaster zwischen Technischem Rathaus und der Kunsthalle Schirn in Frankfurt. In Zusammenhang mit den Umbauten für die Neue Frankfurter Altstadt entfernt und für spätere Neuplatzierung (zwischen Dom und Goldener Waage?) eingelagert (Ende 2018 noch nicht wieder zu sehen).[4]
- 1979: Krippenfiguren für den Limburger Dom
- 1986: Helena in der Landeszentralbank
- 1988–1990: Figurengruppe für eine Klinik in Tokio
- 1989: Die Sitzende (Wiese in Schwalbach am Taunus)
- 1992: Marktplatzbrunnen in Schwalbach am Taunus

## Ausstellungen (Auswahl)
Willi Schmidt war an mehreren Ausstellungen zusammen mit namhaften Bildhauern beteiligt (Einzelausstellungen sind in diesem Bereich relativ unüblich). Von 1953 bis 1980 waren seine Werke bei internationalen Kunstausstellungen in Mailand, Paris und Lyon zu sehen. Zudem konnte man seine Figuren sehen im:
- 1981: Dominikanerkloster in Frankfurt
- 1982: Galerie am Zwinger, St. Wendel und Rathaus Friedrichsdorf und in der Frankfurter Paulskirche
- 1983: Kunsthalle Darmstadt
- 1984: Alte Oper, Frankfurt und Leinwandhaus in Frankfurt
- 1986: Karmeliterkloster, Frankfurt
- 1995: Nebbiensches Gartenhaus in Frankfurt
- 1997: Leinwandhaus in Frankfurt
- 1998: Evangelischer Regionalverband in Frankfurt